# Mistrzostwa Europy w Piłce Nożnej 2004 (składy)
Artykuł grupuje składy wszystkich reprezentacji narodowych w piłce nożnej, które wystąpią podczas mistrzostw Europy 2004 we Portugalii od 12 czerwca do 4 lipca 2004 roku. Selekcjonerzy wszystkich 16 reprezentacji biorących udział w turnieju do 2 czerwca 2004 roku do godz. 23:59 musieli zarejestrować 23-osobowy skład. W przypadku kontuzji zawodników selekcjonerzy reprezentacji mogli dokonywać zmiany najpóźniej do 24 godzin przed ich pierwszym meczem.
- Przynależność klubowa na koniec sezonu 2003/2004.
- Liczba występów i goli podana do dnia rozpoczęcia mistrzostw.
- Zawodnicy oznaczeni symbolem  to kapitanowie reprezentacji.
- Legenda:
Pozycje na boisku:
BR – bramkarz
OB – obrońca
PM – pomocnik
NA – napastnik

## Grupa A

### Grecja
Trener:  Otto Rehhagel (ur. 9 sierpnia 1938)
Skład został ogłoszony 23 maja 2004 roku.
| Nr. | Pozycja | Piłkarz               | Data urodzenia            | Mecze | Gole | Klub                |
| --- | ------- | --------------------- | ------------------------- | ----- | ---- | ------------------- |
| 1   | BR      | Andonios Nikopolidis  | 14 stycznia 1971(dts)     | 43    | 0    | Panathinaikos Ateny |
| 2   | OB      | Jurkas Seitaridis     | 4 czerwca 1981(dts)       | 18    | 0    | Panathinaikos Ateny |
| 3   | OB      | Stelios Wenetidis     | 19 listopada 1976(dts)    | 38    | 0    | Olympiakos Pireus   |
| 4   | OB      | Nikos Dambizas        | 3 sierpnia 1973(dts)      | 68    | 0    | Leicester City      |
| 5   | OB      | Traianos Delas        | 31 stycznia 1976(dts)     | 17    | 0    | AS Roma             |
| 6   | PO      | Angelos Basinas       | 3 stycznia 1976(dts)      | 43    | 2    | Panathinaikos Ateny |
| 7   | PO      | Teodoros Zagorakis    | 27 października 1971(dts) | 89    | 0    | AEK Ateny           |
| 8   | PO      | Stelios Janakopulos   | 12 lipca 1974(dts)        | 38    | 7    | Bolton Wanderers    |
| 9   | NA      | Angelos Charisteas    | 9 lutego 1980(dts)        | 27    | 8    | Werder Brema        |
| 10  | PO      | Wasilis Tsiartas      | 12 listopada 1972(dts)    | 59    | 11   | AEK Ateny           |
| 11  | NA      | Demis Nikolaidis      | 17 września 1973(dts)     | 50    | 17   | Atlético Madryt     |
| 12  | BR      | Konstandinos Chalkias | 30 maja 1974(dts)         | 3     | 0    | Panathinaikos Ateny |
| 13  | BR      | Fanis Katerjanakis    | 16 lutego 1974(dts)       | 6     | 0    | Olympiakos Pireus   |
| 14  | OB      | Takis Fisas           | 12 czerwca 1973(dts)      | 31    | 4    | Benfica Lizbona     |
| 15  | NA      | Zisis Wrizas          | 9 listopada 1973(dts)     | 46    | 7    | ACF Fiorentina      |
| 16  | PO      | Pandelis Kafes        | 24 czerwca 1978(dts)      | 19    | 2    | Olympiakos Pireus   |
| 17  | PO      | Jorgos Jeorjadis      | 8 marca 1972(dts)         | 58    | 11   | Olympiakos Pireus   |
| 18  | OB      | Janis Gumas           | 24 maja 1975(dts)         | 28    | 0    | Panathinaikos Ateny |
| 19  | OB      | Michalis Kapsis       | 18 października 1973(dts) | 9     | 0    | AEK Ateny           |
| 20  | PO      | Jorgos Karangunis     | 6 marca 1977(dts)         | 30    | 2    | Inter Mediolan      |
| 21  | PO      | Kostas Katsuranis     | 21 czerwca 1979(dts)      | 6     | 0    | AEK Ateny           |
| 22  | NA      | Dimitris Papadopulos  | 20 września 1981(dts)     | 7     | 1    | Panathinaikos Ateny |
| 23  | PO      | Wasilis Lakis         | 10 września 1976(dts)     | 30    | 3    | AEK Ateny           |

### Portugalia
Trener:  Luiz Felipe Scolari (ur. 9 listopada 1948)
Skład został ogłoszony 18 maja 2004 roku.
| Nr. | Pozycja | Piłkarz           | Data urodzenia            | Mecze | Gole | Klub                |
| --- | ------- | ----------------- | ------------------------- | ----- | ---- | ------------------- |
| 1   | BR      | Ricardo           | 11 lutego 1976(dts)       | 27    | 0    | Sporting Lizbona    |
| 2   | OB      | Paulo Ferreira    | 18 stycznia 1979(dts)     | 12    | 0    | FC Porto            |
| 3   | OB      | Rui Jorge         | 27 marca 1973(dts)        | 43    | 1    | Sporting Lizbona    |
| 4   | OB      | Jorge Andrade     | 9 kwietnia 1978(dts)      | 22    | 2    | Deportivo La Coruña |
| 5   | OB      | Fernando Couto    | 2 sierpnia 1969(dts)      | 107   | 8    | Lazio Rzym          |
| 6   | PO      | Costinha          | 1 grudnia 1974(dts)       | 24    | 2    | FC Porto            |
| 7   | PO      | Luís Figo         | 4 listopada 1972(dts)     | 104   | 31   | Real Madryt         |
| 8   | PO      | Petit             | 25 września 1976(dts)     | 20    | 0    | Benfica Lizbona     |
| 9   | NA      | Pauleta           | 28 kwietnia 1973(dts)     | 57    | 30   | Paris Saint-Germain |
| 10  | PO      | Rui Costa         | 29 marca 1972(dts)        | 90    | 24   | AC Milan            |
| 11  | NA      | Simão             | 31 października 1979(dts) | 28    | 4    | Benfica Lizbona     |
| 12  | BR      | Quim              | 13 listopada 1975(dts)    | 21    | 0    | SC Braga            |
| 13  | OB      | Miguel            | 4 stycznia 1980(dts)      | 14    | 1    | Benfica Lizbona     |
| 14  | OB      | Nuno Valente      | 12 września 1974(dts)     | 10    | 1    | FC Porto            |
| 15  | OB      | Beto              | 3 maja 1976(dts)          | 31    | 2    | Sporting Lizbona    |
| 16  | OB      | Ricardo Carvalho  | 18 maja 1978(dts)         | 5     | 0    | FC Porto            |
| 17  | NA      | Cristiano Ronaldo | 5 lutego 1985(dts)        | 7     | 0    | Manchester United   |
| 18  | PO      | Maniche           | 11 listopada 1977(dts)    | 9     | 0    | FC Porto            |
| 19  | PO      | Tiago             | 2 maja 1981(dts)          | 10    | 0    | Benfica Lizbona     |
| 20  | PO      | Deco              | 27 sierpnia 1977(dts)     | 13    | 1    | FC Porto            |
| 21  | NA      | Nuno Gomes        | 5 lipca 1976(dts)         | 40    | 20   | Benfica Lizbona     |
| 22  | BR      | José Moreira      | 20 marca 1982(dts)        | 0     | 0    | Benfica Lizbona     |
| 23  | NA      | Hélder Postiga    | 2 sierpnia 1982(dts)      | 8     | 3    | Tottenham Hotspur   |

### Rosja
Trener:  Gieorgij Jarcew (ur. 11 kwietnia 1948-zm. 2022)
Skład został ogłoszony 2 czerwca 2004 roku. 15 czerwca 2004 roku Aleksandr Mostowoj został wyrzucony za rzekomą krytykę metod szkoleniowych selekcjonera Gieorgija Jarcewa.
| Nr. | Pozycja | Piłkarz               | Data urodzenia            | Mecze | Gole | Klub                   |
| --- | ------- | --------------------- | ------------------------- | ----- | ---- | ---------------------- |
| 1   | BR      | Siergiej Owczinnikow  | 10 listopada 1970(dts)    | 31    | 0    | Lokomotiw Moskwa       |
| 2   | PO      | Władisław Radimow     | 26 listopada 1975(dts)    | 29    | 3    | Zenit Sankt Petersburg |
| 3   | NA      | Dmitrij Syczow        | 26 października 1983(dts) | 15    | 5    | Lokomotiw Moskwa       |
| 4   | PO      | Aleksiej Smiertin     | 1 maja 1975(dts)          | 40    | 0    | FC Portsmouth          |
| 5   | PO      | Andriej Kariaka       | 1 kwietnia 1978(dts)      | 17    | 3    | Krylja Sowietow Samara |
| 6   | PO      | Igor Siemszow         | 6 kwietnia 1978(dts)      | 6     | 0    | Torpedo Moskwa         |
| 7   | PO      | Marat Izmajłow        | 21 września 1982(dts)     | 17    | 0    | Lokomotiw Moskwa       |
| 8   | PO      | Rołan Gusiew          | 17 września 1977(dts)     | 25    | 1    | CSKA Moskwa            |
| 9   | NA      | Dmitrij Bułykin       | 20 listopada 1979(dts)    | 8     | 4    | Dynamo Moskwa          |
| 10  | PO      | Aleksandr Mostowoj    | 22 sierpnia 1968(dts)     | 49    | 10   | Celta Vigo             |
| 11  | NA      | Aleksandr Kierżakow   | 27 listopada 1982(dts)    | 18    | 3    | Zenit Sankt Petersburg |
| 12  | BR      | Wiaczesław Małafiejew | 4 marca 1979(dts)         | 2     | 0    | Zenit Sankt Petersburg |
| 13  | OB      | Roman Szaronow        | 8 września 1976(dts)      | 3     | 0    | Rubin Kazań            |
| 14  | OB      | Aleksandr Aniukow     | 28 września 1982(dts)     | 1     | 0    | Krylja Sowietow Samara |
| 15  | PO      | Dmitrij Aleniczew     | 20 października 1972(dts) | 50    | 6    | FC Porto               |
| 16  | OB      | Wadim Jewsiejew       | 8 stycznia 1976(dts)      | 9     | 1    | Lokomotiw Moskwa       |
| 17  | OB      | Dmitrij Siennikow     | 24 czerwca 1976(dts)      | 13    | 0    | Lokomotiw Moskwa       |
| 18  | NA      | Dmitrij Kiriczenko    | 17 stycznia 1977(dts)     | 4     | 1    | CSKA Moskwa            |
| 19  | PO      | Władimir Bystrow      | 31 marca 1984(dts)        | 2     | 0    | Zenit Sankt Petersburg |
| 20  | PO      | Dmitrij Łośkow        | 12 lutego 1974(dts)       | 13    | 0    | Lokomotiw Moskwa       |
| 21  | OB      | Aleksiej Bugajew      | 25 sierpnia 1981(dts)     | 1     | 0    | Torpedo Moskwa         |
| 22  | PO      | Jewgienij Ałdonin     | 22 stycznia 1980(dts)     | 12    | 0    | CSKA Moskwa            |
| 23  | BR      | Igor Akinfiejew       | 8 kwietnia 1986(dts)      | 1     | 0    | CSKA Moskwa            |

### Hiszpania
Trener:  Iñaki Sáez (ur. 23 kwietnia 1946)
Skład został ogłoszony 20 maja 2004 roku. 2 czerwca 2004 roku Joan Capdevila zastąpił kontuzjowanego Michela Salgado.
| Nr. | Pozycja | Piłkarz             | Data urodzenia         | Mecze | Gole | Klub                |
| --- | ------- | ------------------- | ---------------------- | ----- | ---- | ------------------- |
| 1   | BR      | Santiago Cañizares  | 18 grudnia 1969(dts)   | 43    | 0    | CF Valencia         |
| 2   | OB      | Joan Capdevila      | 3 lutego 1978(dts)     | 4     | 0    | Deportivo La Coruña |
| 3   | OB      | Carlos Marchena     | 31 lipca 1979(dts)     | 15    | 0    | CF Valencia         |
| 4   | PO      | David Albelda       | 1 września 1977(dts)   | 16    | 0    | CF Valencia         |
| 5   | OB      | Carles Puyol        | 13 kwietnia 1978(dts)  | 25    | 1    | FC Barcelona        |
| 6   | OB      | Iván Helguera       | 28 marca 1975(dts)     | 41    | 3    | Real Madryt         |
| 7   | NA      | Raúl                | 27 czerwca 1977(dts)   | 72    | 38   | Real Madryt         |
| 8   | PO      | Rubén Baraja        | 11 lipca 1975(dts)     | 32    | 7    | CF Valencia         |
| 9   | NA      | Fernando Torres     | 20 marca 1984(dts)     | 6     | 1    | Atlético Madryt     |
| 10  | NA      | Fernando Morientes  | 5 kwietnia 1976(dts)   | 33    | 22   | AS Monaco           |
| 11  | NA      | Albert Luque        | 11 marca 1978(dts)     | 6     | 0    | Deportivo La Coruña |
| 12  | OB      | Gabri               | 10 lutego 1979(dts)    | 3     | 0    | FC Barcelona        |
| 13  | BR      | Daniel Aranzubia    | 18 września 1979(dts)  | 1     | 0    | Athletic Bilbao     |
| 14  | PO      | Vicente             | 16 lipca 1981(dts)     | 23    | 1    | CF Valencia         |
| 15  | OB      | Raúl Bravo          | 14 kwietnia 1981(dts)  | 11    | 0    | Real Madryt         |
| 16  | PO      | Xabi Alonso         | 25 listopada 1981(dts) | 9     | 0    | Real Sociedad       |
| 17  | NA      | Joseba Etxeberria   | 5 września 1977(dts)   | 51    | 12   | Athletic Bilbao     |
| 18  | OB      | César Martín        | 3 kwietnia 1977(dts)   | 12    | 3    | Deportivo La Coruña |
| 19  | PO      | Joaquín             | 21 lipca 1981(dts)     | 20    | 2    | Real Betis Sewilla  |
| 20  | PO      | Xavi                | 25 stycznia 1980(dts)  | 19    | 0    | FC Barcelona        |
| 21  | PO      | Juan Carlos Valerón | 17 czerwca 1975(dts)   | 40    | 4    | Deportivo La Coruña |
| 22  | OB      | Juanito             | 23 lipca 1976(dts)     | 6     | 0    | Real Betis Sewilla  |
| 23  | BR      | Iker Casillas       | 20 maja 1981(dts)      | 37    | 0    | Real Madryt         |

## Grupa B

### Chorwacja
Trener:  Otto Barić (ur. 19 czerwca 1933)
Skład został ogłoszony 2 czerwca 2004 roku. 13 czerwca 2004 roku Vladimir Vasilj zastąpił kontuzjowanego Stipe'a Pletikosę.
| Nr. | Pozycja | Piłkarz         | Data urodzenia            | Mecze | Gole | Klub              |
| --- | ------- | --------------- | ------------------------- | ----- | ---- | ----------------- |
| 1   | BR      | Vladimir Vasilj | 6 lipca 1975(dts)         | 2     | 0    | NK Varaždin       |
| 2   | OB      | Mario Tokić     | 23 lipca 1975(dts)        | 14    | 0    | Grazer AK         |
| 3   | OB      | Josip Šimunić   | 18 lutego 1978(dts)       | 24    | 1    | Hertha Berlin     |
| 4   | OB      | Stjepan Tomas   | 6 marca 1976(dts)         | 36    | 1    | Fenerbahçe SK     |
| 5   | OB      | Igor Tudor      | 16 kwietnia 1978(dts)     | 35    | 0    | Juventus Turyn    |
| 6   | OB      | Boris Živković  | 15 listopada 1975(dts)    | 36    | 2    | VfB Stuttgart     |
| 7   | PO      | Milan Rapaić    | 16 sierpnia 1973(dts)     | 42    | 6    | Ancona Calcio     |
| 8   | PO      | Darijo Srna     | 1 maja 1982(dts)          | 16    | 2    | Szachtar Donieck  |
| 9   | NA      | Dado Pršo       | 5 listopada 1974(dts)     | 12    | 3    | AS Monaco         |
| 10  | PO      | Niko Kovač      | 15 października 1971(dts) | 37    | 5    | Hertha Berlin     |
| 11  | NA      | Tomislav Šokota | 8 kwietnia 1977(dts)      | 5     | 2    | Benfica Lizbona   |
| 12  | BR      | Tomislav Butina | 30 marca 1974(dts)        | 12    | 0    | Club Brugge       |
| 13  | OB      | Dario Šimić     | 12 listopada 1975(dts)    | 67    | 2    | AC Milan          |
| 14  | OB      | Mato Neretljak  | 3 czerwca 1979(dts)       | 6     | 1    | Hajduk Split      |
| 15  | PO      | Jerko Leko      | 9 kwietnia 1980(dts)      | 18    | 1    | Dynamo Kijów      |
| 16  | PO      | Marko Babić     | 28 stycznia 1981(dts)     | 14    | 0    | Bayer Leverkusen  |
| 17  | NA      | Ivan Klasnić    | 29 stycznia 1980(dts)     | 3     | 1    | Werder Brema      |
| 18  | NA      | Ivica Olić      | 14 września 1979(dts)     | 23    | 6    | CSKA Moskwa       |
| 19  | NA      | Ivica Mornar    | 12 stycznia 1974(dts)     | 17    | 1    | FC Portsmouth     |
| 20  | PO      | Đovani Roso     | 17 listopada 1972(dts)    | 16    | 1    | Maccabi Hajfa     |
| 21  | OB      | Robert Kovač    | 6 kwietnia 1974(dts)      | 36    | 0    | Bayern Monachium  |
| 22  | PO      | Nenad Bjelica   | 20 sierpnia 1971(dts)     | 7     | 0    | FC Kaiserslautern |
| 23  | BR      | Joey Didulica   | 14 października 1977(dts) | 1     | 0    | Austria Wiedeń    |

### Anglia
Trener:  Sven-Göran Eriksson (ur. 5 lutego 1948)
Skład został ogłoszony 17 maja 2004 roku.
| Nr. | Pozycja | Piłkarz         | Data urodzenia            | Mecze | Gole | Klub              |
| --- | ------- | --------------- | ------------------------- | ----- | ---- | ----------------- |
| 1   | BR      | David James     | 1 sierpnia 1970(dts)      | 24    | 0    | Manchester City   |
| 2   | OB      | Gary Neville    | 18 lutego 1975(dts)       | 63    | 0    | Manchester United |
| 3   | OB      | Ashley Cole     | 20 grudnia 1980(dts)      | 26    | 0    | Arsenal Londyn    |
| 4   | PO      | Steven Gerrard  | 30 maja 1980(dts)         | 24    | 3    | FC Liverpool      |
| 5   | OB      | John Terry      | 7 grudnia 1980(dts)       | 8     | 0    | Chelsea Londyn    |
| 6   | OB      | Sol Campbell    | 18 września 1974(dts)     | 58    | 1    | Arsenal Londyn    |
| 7   | PO      | David Beckham   | 2 maja 1975(dts)          | 68    | 13   | Real Madryt       |
| 8   | PO      | Paul Scholes    | 16 listopada 1974(dts)    | 62    | 13   | Manchester United |
| 9   | NA      | Wayne Rooney    | 24 października 1985(dts) | 13    | 5    | Everton Liverpool |
| 10  | NA      | Michael Owen    | 14 grudnia 1979(dts)      | 56    | 25   | FC Liverpool      |
| 11  | PO      | Frank Lampard   | 20 czerwca 1978(dts)      | 19    | 2    | Chelsea Londyn    |
| 12  | OB      | Wayne Bridge    | 5 sierpnia 1980(dts)      | 17    | 1    | Chelsea Londyn    |
| 13  | BR      | Paul Robinson   | 15 października 1979(dts) | 5     | 0    | Tottenham Hotspur |
| 14  | OB      | Phil Neville    | 21 stycznia 1977(dts)     | 48    | 0    | Manchester United |
| 15  | OB      | Ledley King     | 12 października 1980(dts) | 5     | 1    | Tottenham Hotspur |
| 16  | OB      | Jamie Carragher | 28 stycznia 1978(dts)     | 12    | 0    | FC Liverpool      |
| 17  | PO      | Nicky Butt      | 21 stycznia 1975(dts)     | 35    | 0    | Manchester United |
| 18  | PO      | Owen Hargreaves | 20 stycznia 1981(dts)     | 19    | 0    | Bayern Monachium  |
| 19  | PO      | Joe Cole        | 8 listopada 1981(dts)     | 17    | 2    | Chelsea Londyn    |
| 20  | PO      | Kieron Dyer     | 29 grudnia 1978(dts)      | 22    | 0    | Newcastle United  |
| 21  | NA      | Emile Heskey    | 11 stycznia 1978(dts)     | 42    | 5    | Birmingham City   |
| 22  | BR      | Ian Walker      | 31 października 1971(dts) | 4     | 0    | Leicester City    |
| 23  | NA      | Darius Vassell  | 13 czerwca 1980(dts)      | 18    | 6    | Aston Villa       |

### Francja
Trener:  Jacques Santini (ur. 25 kwietnia 1952)
Skład został ogłoszony 18 maja 2004 roku. Sidney Govou zastąpił kontuzjowanego Ludovica Giuly'ego.
| Nr. | Pozycja | Piłkarz             | Data urodzenia            | Mecze | Gole | Klub               |
| --- | ------- | ------------------- | ------------------------- | ----- | ---- | ------------------ |
| 1   | BR      | Mickaël Landreau    | 14 maja 1979(dts)         | 3     | 0    | FC Nantes          |
| 2   | OB      | Jean-Alain Boumsong | 14 grudnia 1979(dts)      | 6     | 1    | AJ Auxerre         |
| 3   | OB      | Bixente Lizarazu    | 9 grudnia 1969(dts)       | 94    | 2    | Bayern Monachium   |
| 4   | PO      | Patrick Vieira      | 23 czerwca 1976(dts)      | 69    | 4    | Arsenal Londyn     |
| 5   | OB      | William Gallas      | 17 sierpnia 1977(dts)     | 16    | 0    | Chelsea Londyn     |
| 6   | PO      | Claude Makélélé     | 18 lutego 1973(dts)       | 31    | 0    | Chelsea Londyn     |
| 7   | PO      | Robert Pires        | 29 października 1973(dts) | 70    | 14   | Arsenal Londyn     |
| 8   | OB      | Marcel Desailly     | 7 września 1968(dts)      | 115   | 3    | Chelsea Londyn     |
| 9   | NA      | Louis Saha          | 8 sierpnia 1978(dts)      | 3     | 2    | Manchester United  |
| 10  | PO      | Zinedine Zidane     | 23 czerwca 1972(dts)      | 89    | 23   | Real Madryt        |
| 11  | NA      | Sylvain Wiltord     | 10 maja 1974(dts)         | 62    | 22   | Arsenal Londyn     |
| 12  | NA      | Thierry Henry       | 17 sierpnia 1977(dts)     | 59    | 25   | Arsenal Londyn     |
| 13  | OB      | Mikaël Silvestre    | 9 sierpnia 1977(dts)      | 30    | 2    | Manchester United  |
| 14  | PO      | Jérôme Rothen       | 31 marca 1978(dts)        | 4     | 0    | AS Monaco          |
| 15  | OB      | Lilian Thuram       | 1 stycznia 1972(dts)      | 99    | 2    | Juventus Turyn     |
| 16  | BR      | Fabien Barthez      | 28 czerwca 1971(dts)      | 66    | 0    | Olympique Marsylia |
| 17  | PO      | Olivier Dacourt     | 25 września 1974(dts)     | 16    | 1    | AS Roma            |
| 18  | PO      | Benoît Pedretti     | 12 listopada 1980(dts)    | 14    | 0    | Sochaux            |
| 19  | OB      | Willy Sagnol        | 18 marca 1977(dts)        | 23    | 0    | Bayern Monachium   |
| 20  | NA      | David Trezeguet     | 15 października 1977(dts) | 51    | 28   | Juventus Turyn     |
| 21  | NA      | Steve Marlet        | 10 stycznia 1974(dts)     | 23    | 6    | Olympique Marsylia |
| 22  | NA      | Sidney Govou        | 27 lipca 1979(dts)        | 11    | 3    | Olympique Lyon     |
| 23  | BR      | Grégory Coupet      | 31 grudnia 1972(dts)      | 8     | 0    | Olympique Lyon     |

### Szwajcaria
Trener:  Köbi Kuhn (ur. 12 października 1943)
24 maja 2004 roku został ogłoszony 26-osobowy skład. 2 czerwca 2004 roku Johan Vonlanthen zastąpił kontuzjowanych Marca Strellera i Léonarda Thurrego.
| Nr. | Pozycja | Piłkarz             | Data urodzenia            | Mecze | Gole | Klub                     |
| --- | ------- | ------------------- | ------------------------- | ----- | ---- | ------------------------ |
| 1   | BR      | Jörg Stiel          | 3 marca 1968(dts)         | 18    | 0    | Borussia Mönchengladbach |
| 2   | OB      | Bernt Haas          | 8 kwietnia 1978(dts)      | 29    | 3    | West Bromwich Albion     |
| 3   | OB      | Bruno Berner        | 21 listopada 1977(dts)    | 16    | 0    | SC Freiburg              |
| 4   | OB      | Stéphane Henchoz    | 7 września 1974(dts)      | 66    | 0    | FC Liverpool             |
| 5   | OB      | Murat Yakın         | 15 września 1974(dts)     | 42    | 4    | FC Basel                 |
| 6   | PO      | Johann Vogel        | 8 marca 1977(dts)         | 64    | 2    | PSV Eindhoven            |
| 7   | PO      | Ricardo Cabanas     | 17 stycznia 1979(dts)     | 18    | 3    | Grasshoppers Zurych      |
| 8   | PO      | Raphaël Wicky       | 26 kwietnia 1977(dts)     | 53    | 0    | Hamburger SV             |
| 9   | NA      | Alexander Frei      | 15 lipca 1979(dts)        | 27    | 15   | Stade Rennes             |
| 10  | PO      | Hakan Yakın         | 22 lutego 1977(dts)       | 32    | 13   | VfB Stuttgart            |
| 11  | NA      | Stéphane Chapuisat  | 28 czerwca 1969(dts)      | 101   | 21   | Young Boys Berno         |
| 12  | BR      | Pascal Zuberbühler  | 8 stycznia 1971(dts)      | 21    | 0    | FC Basel                 |
| 13  | OB      | Marco Zwyssig       | 24 października 1971(dts) | 20    | 1    | FC Basel                 |
| 14  | OB      | Ludovic Magnin      | 20 kwietnia 1979(dts)     | 13    | 1    | Werder Brema             |
| 15  | PO      | Daniel Gygax        | 28 sierpnia 1981(dts)     | 4     | 1    | Zürich                   |
| 16  | PO      | Fabio Celestini     | 31 października 1975(dts) | 29    | 2    | Olympique Marsylia       |
| 17  | OB      | Christoph Spycher   | 30 marca 1978(dts)        | 7     | 0    | Grasshoppers Zurych      |
| 18  | PO      | Benjamin Huggel     | 7 lipca 1977(dts)         | 7     | 0    | FC Basel                 |
| 19  | PO      | Tranquillo Barnetta | 22 maja 1985(dts)         | 0     | 0    | St. Gallen               |
| 20  | OB      | Patrick Müller      | 17 grudnia 1976(dts)      | 44    | 2    | Olympique Lyon           |
| 21  | NA      | Milaim Rama         | 29 lutego 1976(dts)       | 6     | 0    | Thun                     |
| 22  | NA      | Johan Vonlanthen    | 1 lutego 1986(dts)        | 1     | 0    | PSV Eindhoven            |
| 23  | BR      | Sébastien Roth      | 1 kwietnia 1978(dts)      | 0     | 0    | FC Servette              |

## Grupa C

### Bułgaria
Trener:  Płamen Markow (ur. 11 września 1957)
Skład został ogłoszony 19 maja 2004 roku.
| Nr. | Pozycja | Piłkarz           | Data urodzenia            | Mecze | Gole | Klub              |
| --- | ------- | ----------------- | ------------------------- | ----- | ---- | ----------------- |
| 1   | BR      | Zdrawko Zdrawkow  | 4 października 1970(dts)  | 65    | 0    | Liteks Łowecz     |
| 2   | OB      | Władimir Iwanow   | 6 lutego 1973(dts)        | 4     | 0    | Łokomotiw Płowdiw |
| 3   | OB      | Rosen Kiriłow     | 4 stycznia 1973(dts)      | 44    | 0    | Liteks Łowecz     |
| 4   | OB      | Iwajło Petkow     | 7 grudnia 1975(dts)       | 50    | 3    | Fenerbahçe SK     |
| 5   | OB      | Zlatomir Zagorčić | 15 czerwca 1971(dts)      | 21    | 0    | Liteks Łowecz     |
| 6   | OB      | Kirił Kotew       | 8 kwietnia 1982(dts)      | 1     | 0    | Łokomotiw Płowdiw |
| 7   | PO      | Danieł Borimirow  | 15 stycznia 1970(dts)     | 64    | 5    | Lewski Sofia      |
| 8   | PO      | Milen Petkow      | 12 stycznia 1974(dts)     | 39    | 1    | AEK Ateny         |
| 9   | NA      | Dimityr Berbatow  | 30 stycznia 1981(dts)     | 29    | 19   | Bayer Leverkusen  |
| 10  | PO      | Welizar Dimitrow  | 13 kwietnia 1979(dts)     | 12    | 2    | CSKA Sofia        |
| 11  | NA      | Zdrawko Łazarow   | 20 lutego 1976(dts)       | 5     | 1    | Gaziantepspor     |
| 12  | BR      | Stojan Kolew      | 3 lutego 1976(dts)        | 4     | 0    | CSKA Sofia        |
| 13  | OB      | Georgi Peew       | 11 marca 1979(dts)        | 37    | 0    | Dynamo Kijów      |
| 14  | NA      | Georgi Czilikow   | 23 sierpnia 1978(dts)     | 5     | 1    | Lewski Sofia      |
| 15  | PO      | Marijan Christow  | 29 lipca 1973(dts)        | 40    | 4    | FC Kaiserslautern |
| 16  | NA      | Władimir Manczew  | 6 października 1977(dts)  | 13    | 1    | OSC Lille         |
| 17  | PO      | Martin Petrow     | 15 stycznia 1979(dts)     | 39    | 4    | VfL Wolfsburg     |
| 18  | OB      | Predrag Pažin     | 14 marca 1973(dts)        | 29    | 0    | Szachtar Donieck  |
| 19  | PO      | Stilijan Petrow   | 5 lipca 1979(dts)         | 48    | 6    | Celtic Glasgow    |
| 20  | NA      | Waleri Bożinow    | 15 lutego 1986(dts)       | 0     | 0    | US Lecce          |
| 21  | NA      | Zoran Janković    | 8 lutego 1974(dts)        | 17    | 1    | Dalian Shide      |
| 22  | OB      | Ilian Stojanow    | 20 stycznia 1977(dts)     | 22    | 0    | Lewski Sofia      |
| 23  | BR      | Dimityr Iwankow   | 30 października 1975(dts) | 25    | 0    | Lewski Sofia      |

### Dania
Trener:  Morten Olsen (ur. 14 sierpnia 1949)
Skład został ogłoszony 1 czerwca 2004 roku.
| Nr. | Pozycja | Piłkarz           | Data urodzenia           | Mecze | Gole | Klub                  |
| --- | ------- | ----------------- | ------------------------ | ----- | ---- | --------------------- |
| 1   | BR      | Thomas Sørensen   | 12 czerwca 1976(dts)     | 37    | 0    | Aston Villa           |
| 2   | OB      | Kasper Bøgelund   | 8 października 1980(dts) | 10    | 0    | PSV Eindhoven         |
| 3   | OB      | René Henriksen    | 27 sierpnia 1969(dts)    | 62    | 0    | Panathinaikos Ateny   |
| 4   | OB      | Martin Laursen    | 26 lipca 1977(dts)       | 35    | 2    | AC Milan              |
| 5   | OB      | Niclas Jensen     | 17 sierpnia 1974(dts)    | 30    | 0    | Borussia Dortmund     |
| 6   | OB      | Thomas Helveg     | 24 czerwca 1971(dts)     | 84    | 2    | Inter Mediolan        |
| 7   | PO      | Thomas Gravesen   | 11 marca 1976(dts)       | 44    | 5    | Everton Liverpool     |
| 8   | NA      | Jesper Grønkjær   | 12 sierpnia 1977(dts)    | 46    | 4    | Chelsea Londyn        |
| 9   | PO      | Jon Dahl Tomasson | 29 sierpnia 1976(dts)    | 60    | 28   | AC Milan              |
| 10  | PO      | Martin Jørgensen  | 6 października 1975(dts) | 49    | 8    | Udinese Calcio        |
| 11  | NA      | Ebbe Sand         | 19 lipca 1972(dts)       | 63    | 22   | Schalke Gelsenkirchen |
| 12  | PO      | Thomas Kahlenberg | 20 marca 1983(dts)       | 2     | 0    | Brøndby IF            |
| 13  | OB      | Per Krøldrup      | 31 lipca 1979(dts)       | 5     | 0    | Udinese Calcio        |
| 14  | PO      | Claus Jensen      | 29 kwietnia 1977(dts)    | 30    | 5    | Charlton Athletic     |
| 15  | PO      | Daniel Jensen     | 25 czerwca 1979(dts)     | 7     | 0    | Real Murcia           |
| 16  | BR      | Peter Skov-Jensen | 9 czerwca 1971(dts)      | 2     | 0    | FC Midtjylland        |
| 17  | PO      | Christian Poulsen | 28 lutego 1980(dts)      | 18    | 0    | Schalke Gelsenkirchen |
| 18  | OB      | Brian Priske      | 14 maja 1977(dts)        | 5     | 0    | KRC Genk              |
| 19  | NA      | Dennis Rommedahl  | 22 lipca 1978(dts)       | 41    | 9    | PSV Eindhoven         |
| 20  | PO      | Kenneth Perez     | 29 sierpnia 1974(dts)    | 6     | 1    | AZ Alkmaar            |
| 21  | NA      | Peter Madsen      | 26 kwietnia 1978(dts)    | 9     | 0    | VfL Bochum            |
| 22  | BR      | Stephan Andersen  | 26 listopada 1981(dts)   | 1     | 0    | Akademisk BK          |
| 23  | NA      | Peter Løvenkrands | 29 stycznia 1980(dts)    | 11    | 0    | Glasgow Rangers       |

### Włochy
Trener:  Giovanni Trapattoni (ur. 17 marca 1939)
Skład został ogłoszony 18 maja 2004 roku.
| Nr. | Pozycja | Piłkarz              | Data urodzenia           | Mecze | Gole | Klub           |
| --- | ------- | -------------------- | ------------------------ | ----- | ---- | -------------- |
| 1   | BR      | Gianluigi Buffon     | 28 stycznia 1978(dts)    | 45    | 0    | Juventus Turyn |
| 2   | OB      | Christian Panucci    | 12 kwietnia 1973(dts)    | 45    | 2    | AS Roma        |
| 3   | OB      | Massimo Oddo         | 14 czerwca 1976(dts)     | 12    | 0    | Lazio Rzym     |
| 4   | PO      | Cristiano Zanetti    | 14 kwietnia 1977(dts)    | 16    | 1    | Inter Mediolan |
| 5   | OB      | Fabio Cannavaro      | 13 września 1973(dts)    | 78    | 1    | Inter Mediolan |
| 6   | OB      | Matteo Ferrari       | 5 grudnia 1979(dts)      | 11    | 0    | AC Parma       |
| 7   | NA      | Alessandro Del Piero | 9 listopada 1974(dts)    | 63    | 24   | Juventus Turyn |
| 8   | PO      | Gennaro Gattuso      | 9 stycznia 1978(dts)     | 25    | 1    | AC Milan       |
| 9   | NA      | Christian Vieri      | 12 lipca 1973(dts)       | 40    | 22   | Inter Mediolan |
| 10  | NA      | Francesco Totti      | 27 września 1976(dts)    | 42    | 6    | AS Roma        |
| 11  | NA      | Bernardo Corradi     | 30 marca 1976(dts)       | 11    | 2    | Lazio Rzym     |
| 12  | BR      | Francesco Toldo      | 2 grudnia 1971(dts)      | 28    | 0    | Inter Mediolan |
| 13  | OB      | Alessandro Nesta     | 19 marca 1976(dts)       | 59    | 0    | AC Milan       |
| 14  | PO      | Stefano Fiore        | 17 kwietnia 1975(dts)    | 32    | 2    | Lazio Rzym     |
| 15  | OB      | Giuseppe Favalli     | 8 stycznia 1972(dts)     | 5     | 0    | Lazio Rzym     |
| 16  | PO      | Mauro Camoranesi     | 4 października 1976(dts) | 8     | 0    | Juventus Turyn |
| 17  | NA      | Marco Di Vaio        | 15 lipca 1976(dts)       | 11    | 2    | Juventus Turyn |
| 18  | NA      | Antonio Cassano      | 12 lipca 1982(dts)       | 3     | 1    | AS Roma        |
| 19  | OB      | Gianluca Zambrotta   | 19 lutego 1977(dts)      | 37    | 1    | Juventus Turyn |
| 20  | PO      | Simone Perrotta      | 17 września 1977(dts)    | 16    | 0    | Chievo Werona  |
| 21  | PO      | Andrea Pirlo         | 19 maja 1979(dts)        | 9     | 1    | AC Milan       |
| 22  | BR      | Angelo Peruzzi       | 16 lutego 1970(dts)      | 27    | 0    | Lazio Rzym     |
| 23  | OB      | Marco Materazzi      | 19 sierpnia 1973(dts)    | 12    | 0    | Inter Mediolan |

### Szwecja
Trenerzy:  Lars Lagerbäck (ur. 16 lutego 1948) i  Tommy Söderberg (ur. 19 sierpnia 1948)
Skład został ogłoszony 6 maja 2004 roku. 26 maja 2004 roku Alexander Östlund zastąpił kontuzjowanego Michaela Svenssona.
| Nr. | Pozycja | Piłkarz               | Data urodzenia           | Mecze | Gole | Klub                |
| --- | ------- | --------------------- | ------------------------ | ----- | ---- | ------------------- |
| 1   | BR      | Andreas Isaksson      | 3 października 1981(dts) | 19    | 0    | Djurgårdens IF      |
| 2   | OB      | Teddy Lučić           | 15 kwietnia 1973(dts)    | 60    | 0    | Bayer Leverkusen    |
| 3   | OB      | Olof Mellberg         | 3 września 1977(dts)     | 43    | 1    | Aston Villa         |
| 4   | OB      | Johan Mjällby         | 9 lutego 1971(dts)       | 48    | 4    | Celtic Glasgow      |
| 5   | OB      | Erik Edman            | 11 listopada 1978(dts)   | 21    | 0    | SC Heerenveen       |
| 6   | PO      | Tobias Linderoth      | 21 kwietnia 1979(dts)    | 36    | 1    | Everton Liverpool   |
| 7   | PO      | Mikael Nilsson        | 24 czerwca 1978(dts)     | 15    | 3    | Halmstads BK        |
| 8   | PO      | Anders Svensson       | 17 lipca 1976(dts)       | 47    | 10   | FC Southampton      |
| 9   | PO      | Freddie Ljungberg     | 16 kwietnia 1977(dts)    | 40    | 3    | Arsenal Londyn      |
| 10  | NA      | Zlatan Ibrahimović    | 3 października 1981(dts) | 23    | 7    | Ajax Amsterdam      |
| 11  | NA      | Henrik Larsson        | 20 września 1971(dts)    | 74    | 25   | Celtic Glasgow      |
| 12  | BR      | Magnus Hedman         | 19 marca 1973(dts)       | 56    | 0    | Ancona Calcio       |
| 13  | OB      | Petter Hansson        | 14 grudnia 1976(dts)     | 5     | 0    | SC Heerenveen       |
| 14  | OB      | Alexander Östlund     | 2 listopada 1978(dts)    | 5     | 0    | Hammarby IF         |
| 15  | OB      | Andreas Jakobsson     | 6 października 1972(dts) | 32    | 2    | Brøndby IF          |
| 16  | PO      | Kim Källström         | 24 sierpnia 1982(dts)    | 18    | 2    | Stade Rennes        |
| 17  | PO      | Anders Andersson      | 15 marca 1974(dts)       | 23    | 3    | CF Os Belenenses    |
| 18  | NA      | Mattias Jonson        | 16 stycznia 1974(dts)    | 38    | 6    | Brøndby IF          |
| 19  | PO      | Pontus Farnerud       | 4 czerwca 1980(dts)      | 9     | 0    | RC Strasbourg       |
| 20  | NA      | Marcus Allbäck        | 5 lipca 1973(dts)        | 39    | 19   | Aston Villa         |
| 21  | PO      | Christian Wilhelmsson | 8 grudnia 1979(dts)      | 8     | 0    | Anderlecht Bruksela |
| 22  | OB      | Erik Wahlstedt        | 16 kwietnia 1976(dts)    | 2     | 0    | Helsingborgs IF     |
| 23  | BR      | Magnus Kihlstedt      | 29 lutego 1972(dts)      | 13    | 0    | FC Kopenhaga        |

## Grupa D

### Czechy
Trener:  Karel Brückner (ur. 13 listopada 1939)
Skład został ogłoszony 19 maja 2004 roku.
| Nr. | Pozycja | Piłkarz           | Data urodzenia            | Mecze | Gole | Klub                   |
| --- | ------- | ----------------- | ------------------------- | ----- | ---- | ---------------------- |
| 1   | BR      | Petr Čech         | 20 maja 1982(dts)         | 19    | 0    | Stade Rennes           |
| 2   | OB      | Zdeněk Grygera    | 14 maja 1980(dts)         | 21    | 1    | Ajax Amsterdam         |
| 3   | OB      | Pavel Mareš       | 18 stycznia 1976(dts)     | 5     | 0    | Zenit Sankt Petersburg |
| 4   | PO      | Tomáš Galásek     | 15 stycznia 1973(dts)     | 33    | 0    | Ajax Amsterdam         |
| 5   | OB      | René Bolf         | 25 lutego 1974(dts)       | 21    | 0    | Baník Ostrawa          |
| 6   | OB      | Marek Jankulovski | 9 maja 1977(dts)          | 29    | 6    | Udinese Calcio         |
| 7   | NA      | Vladimír Šmicer   | 24 maja 1973(dts)         | 68    | 24   | FC Liverpool           |
| 8   | PO      | Karel Poborský    | 30 marca 1972(dts)        | 93    | 7    | Sparta Praga           |
| 9   | NA      | Jan Koller        | 30 marca 1973(dts)        | 51    | 27   | Borussia Dortmund      |
| 10  | PO      | Tomáš Rosický     | 4 października 1980(dts)  | 35    | 8    | Borussia Dortmund      |
| 11  | PO      | Pavel Nedvěd      | 30 sierpnia 1972(dts)     | 79    | 17   | Juventus Turyn         |
| 12  | NA      | Vratislav Lokvenc | 27 września 1973(dts)     | 59    | 8    | FC Kaiserslautern      |
| 13  | OB      | Martin Jiránek    | 25 maja 1979(dts)         | 10    | 0    | Reggina Calcio         |
| 14  | PO      | Štěpán Vachoušek  | 26 lipca 1979(dts)        | 13    | 2    | Olympique Marsylia     |
| 15  | NA      | Milan Baroš       | 28 października 1981(dts) | 25    | 16   | FC Liverpool           |
| 16  | BR      | Jaromír Blažek    | 29 grudnia 1972(dts)      | 7     | 0    | Sparta Praga           |
| 17  | OB      | Tomáš Hübschman   | 4 września 1981(dts)      | 14    | 0    | Sparta Praga           |
| 18  | NA      | Marek Heinz       | 4 sierpnia 1977(dts)      | 9     | 1    | Baník Ostrawa          |
| 19  | PO      | Roman Týce        | 7 maja 1977(dts)          | 21    | 1    | TSV 1860 Monachium     |
| 20  | PO      | Jaroslav Plašil   | 5 stycznia 1982(dts)      | 3     | 1    | AS Monaco              |
| 21  | OB      | Tomáš Ujfaluši    | 24 marca 1978(dts)        | 26    | 2    | Hamburger SV           |
| 22  | OB      | David Rozehnal    | 5 lipca 1980(dts)         | 5     | 0    | Club Brugge            |
| 23  | BR      | Antonín Kinský    | 31 maja 1975(dts)         | 5     | 0    | Saturn Ramienskoje     |

### Niemcy
Trener:  Rudi Völler (ur. 13 kwietnia 1960)
24 maja 2004 roku został ogłoszony 22-osobowy skład, natomiast jedno miejsce w składzie zostało wyznaczone dla zawodnika poniżej 21 lat. 26 maja 2004 roku Christian Ziege zastąpił kontuzjowanego Christiana Rahna. 29 maja 2004 roku zawodnik VfL Bochum – Paul Freier został wykluczony z turnieju z powodu uszkodzenia więzadeł kolanowych podczas meczu towarzyskiego z reprezentacją Malty (7:0), rozegranego 27 maja 2004 roku we Fryburgu Bryzgowijskim, w związku do składu dołączyło dwóch zawodników poniżej 21 lat: Lukas Podolski oraz Bastian Schweinsteiger.
| Nr. | Pozycja | Piłkarz                | Data urodzenia            | Mecze | Gole | Klub              |
| --- | ------- | ---------------------- | ------------------------- | ----- | ---- | ----------------- |
| 1   | BR      | Oliver Kahn            | 15 czerwca 1969(dts)      | 73    | 0    | Bayern Monachium  |
| 2   | OB      | Andreas Hinkel         | 26 marca 1982(dts)        | 11    | 0    | VfB Stuttgart     |
| 3   | OB      | Arne Friedrich         | 29 maja 1979(dts)         | 19    | 1    | Hertha Berlin     |
| 4   | OB      | Christian Wörns        | 10 maja 1972(dts)         | 56    | 0    | Borussia Dortmund |
| 5   | OB      | Jens Nowotny           | 11 stycznia 1974(dts)     | 43    | 1    | Bayer Leverkusen  |
| 6   | OB      | Frank Baumann          | 29 października 1975(dts) | 25    | 2    | Werder Brema      |
| 7   | PO      | Bastian Schweinsteiger | 1 sierpnia 1984(dts)      | 7     | 0    | Bayern Monachium  |
| 8   | PO      | Dietmar Hamann         | 27 sierpnia 1973(dts)     | 55    | 5    | FC Liverpool      |
| 9   | NA      | Fredi Bobic            | 30 października 1971(dts) | 35    | 10   | Hertha Berlin     |
| 10  | NA      | Kevin Kurányi          | 2 marca 1982(dts)         | 17    | 4    | VfB Stuttgart     |
| 11  | NA      | Miroslav Klose         | 9 czerwca 1978(dts)       | 43    | 16   | FC Kaiserslautern |
| 12  | BR      | Jens Lehmann           | 10 listopada 1969(dts)    | 21    | 0    | Arsenal Londyn    |
| 13  | PO      | Michael Ballack        | 26 września 1976(dts)     | 47    | 19   | Bayern Monachium  |
| 14  | NA      | Thomas Brdarić         | 23 stycznia 1975(dts)     | 3     | 0    | Hannover 96       |
| 15  | PO      | Sebastian Kehl         | 13 lutego 1980(dts)       | 24    | 2    | Borussia Dortmund |
| 16  | PO      | Jens Jeremies          | 5 marca 1974(dts)         | 54    | 1    | Bayern Monachium  |
| 17  | OB      | Christian Ziege        | 1 lutego 1972(dts)        | 72    | 9    | Bez klubu         |
| 18  | PO      | Fabian Ernst           | 30 maja 1979(dts)         | 12    | 0    | Werder Brema      |
| 19  | PO      | Bernd Schneider        | 17 listopada 1973(dts)    | 42    | 1    | Bayer Leverkusen  |
| 20  | NA      | Lukas Podolski         | 4 czerwca 1985(dts)       | 1     | 0    | FC Köln           |
| 21  | OB      | Philipp Lahm           | 11 listopada 1983(dts)    | 6     | 1    | VfB Stuttgart     |
| 22  | PO      | Torsten Frings         | 22 listopada 1976(dts)    | 29    | 1    | Borussia Dortmund |
| 23  | BR      | Timo Hildebrand        | 5 kwietnia 1979(dts)      | 2     | 0    | VfB Stuttgart     |

### Łotwa
Trener:  Aleksandrs Starkovs (ur. 26 maja 1955)
Skład został ogłoszony 29 maja 2004 roku.
| Nr. | Pozycja | Piłkarz              | Data urodzenia            | Mecze | Gole | Klub                       |
| --- | ------- | -------------------- | ------------------------- | ----- | ---- | -------------------------- |
| 1   | BR      | Aleksandrs Koļinko   | 18 czerwca 1975(dts)      | 48    | 0    | FK Rostów                  |
| 2   | OB      | Igors Stepanovs      | 21 stycznia 1976(dts)     | 68    | 3    | KSK Beveren                |
| 3   | PO      | Vitālijs Astafjevs   | 3 kwietnia 1971(dts)      | 102   | 10   | Admira Wacker Mödling      |
| 4   | OB      | Mihails Zemļinskis   | 21 grudnia 1969(dts)      | 93    | 9    | Skonto Ryga                |
| 5   | PO      | Juris Laizāns        | 6 stycznia 1979(dts)      | 54    | 6    | CSKA Moskwa                |
| 6   | OB      | Oļegs Blagonadeždins | 16 maja 1973(dts)         | 65    | 2    | Skonto Ryga                |
| 7   | OB      | Aleksandrs Isakovs   | 16 września 1973(dts)     | 43    | 0    | Skonto Ryga                |
| 8   | PO      | Imants Bleidelis     | 16 sierpnia 1975(dts)     | 78    | 8    | Viborg FF                  |
| 9   | NA      | Māris Verpakovskis   | 15 października 1979(dts) | 32    | 12   | Dynamo Kijów               |
| 10  | PO      | Andrejs Rubins       | 26 listopada 1978(dts)    | 55    | 5    | Szynnik Jarosław           |
| 11  | NA      | Andrejs Prohorenkovs | 5 lutego 1977(dts)        | 10    | 1    | Maccabi Tel Awiw           |
| 12  | BR      | Andrejs Piedels      | 17 września 1970(dts)     | 6     | 0    | Skonto Ryga                |
| 13  | PO      | Jurģis Pučinskis     | 1 marca 1973(dts)         | 14    | 0    | Łucz-Eniergija Władywostok |
| 14  | PO      | Valentīns Lobaņovs   | 23 października 1971(dts) | 47    | 1    | Metałurh Zaporoże          |
| 15  | OB      | Māris Smirnovs       | 2 czerwca 1976(dts)       | 3     | 0    | FK Ventspils               |
| 16  | OB      | Dzintars Zirnis      | 25 kwietnia 1977(dts)     | 18    | 0    | Liepājas Metalurgs         |
| 17  | NA      | Marians Pahars       | 5 sierpnia 1976(dts)      | 60    | 15   | FC Southampton             |
| 18  | OB      | Igors Korabļovs      | 23 listopada 1974(dts)    | 12    | 0    | FK Ventspils               |
| 19  | PO      | Andrejs Štolcers     | 7 sierpnia 1974(dts)      | 76    | 7    | Fulham Londyn              |
| 20  | BR      | Andrejs Pavlovs      | 22 lutego 1979(dts)       | 2     | 0    | Skonto Ryga                |
| 21  | NA      | Mihails Miholaps     | 24 sierpnia 1974(dts)     | 27    | 2    | Skonto Ryga                |
| 22  | OB      | Artūrs Zakreševskis  | 7 sierpnia 1971(dts)      | 46    | 0    | Skonto Ryga                |
| 23  | NA      | Vīts Rimkus          | 21 czerwca 1973(dts)      | 46    | 8    | FK Ventspils               |

### Holandia
Trener:  Dick Advocaat (ur. 27 września 1947)
Skład został ogłoszony 19 maja 2004 roku.
| Nr. | Pozycja | Piłkarz                  | Data urodzenia            | Mecze | Gole | Klub              |
| --- | ------- | ------------------------ | ------------------------- | ----- | ---- | ----------------- |
| 1   | BR      | Edwin van der Sar        | 29 października 1970(dts) | 84    | 0    | Fulham Londyn     |
| 2   | OB      | Michael Reiziger         | 3 maja 1973(dts)          | 68    | 1    | FC Barcelona      |
| 3   | OB      | Jaap Stam                | 17 lipca 1972(dts)        | 62    | 3    | Lazio Rzym        |
| 4   | OB      | Wilfred Bouma            | 15 czerwca 1978(dts)      | 12    | 0    | PSV Eindhoven     |
| 5   | OB      | Giovanni van Bronckhorst | 5 lutego 1975(dts)        | 36    | 3    | FC Barcelona      |
| 6   | PO      | Phillip Cocu             | 29 października 1970(dts) | 79    | 7    | FC Barcelona      |
| 7   | PO      | Andy van der Meyde       | 30 września 1979(dts)     | 13    | 1    | Inter Mediolan    |
| 8   | PO      | Edgar Davids             | 13 marca 1973(dts)        | 63    | 6    | FC Barcelona      |
| 9   | NA      | Patrick Kluivert         | 1 lipca 1976(dts)         | 79    | 40   | FC Barcelona      |
| 10  | NA      | Ruud van Nistelrooy      | 1 lipca 1976(dts)         | 33    | 14   | Manchester United |
| 11  | PO      | Rafael van der Vaart     | 11 lutego 1983(dts)       | 18    | 4    | Ajax Amsterdam    |
| 12  | NA      | Roy Makaay               | 9 marca 1975(dts)         | 32    | 5    | Bayern Monachium  |
| 13  | BR      | Sander Westerveld        | 23 października 1974(dts) | 6     | 0    | Real Sociedad     |
| 14  | PO      | Wesley Sneijder          | 9 czerwca 1984(dts)       | 9     | 2    | Ajax Amsterdam    |
| 15  | OB      | Frank de Boer            | 15 maja 1970(dts)         | 110   | 13   | Glasgow Rangers   |
| 16  | PO      | Marc Overmars            | 29 marca 1973(dts)        | 83    | 17   | FC Barcelona      |
| 17  | NA      | Pierre van Hooijdonk     | 29 listopada 1969(dts)    | 40    | 12   | Fenerbahçe SK     |
| 18  | OB      | John Heitinga            | 15 listopada 1983(dts)    | 6     | 1    | Ajax Amsterdam    |
| 19  | PO      | Arjen Robben             | 23 stycznia 1984(dts)     | 6     | 2    | PSV Eindhoven     |
| 20  | PO      | Clarence Seedorf         | 1 kwietnia 1976(dts)      | 73    | 11   | AC Milan          |
| 21  | PO      | Paul Bosvelt             | 26 marca 1970(dts)        | 23    | 0    | Manchester City   |
| 22  | PO      | Boudewijn Zenden         | 15 sierpnia 1976(dts)     | 52    | 7    | FC Middlesbrough  |
| 23  | BR      | Ronald Waterreus         | 25 sierpnia 1970(dts)     | 7     | 0    | PSV Eindhoven     |

## Statystyki zawodników

### Według wieku

#### Zawodnicy z pola
- Najstarszy:  Aleksandr Mostowoj (35 lat, 295 dni)
- Najmłodszy:  Waleri Bożinow (18 lat, 118 dni)

#### Bramkarze
- Najstarszy:  Jörg Stiel (36 lat, 101 dni)
- Najmłodszy:  Igor Akinfiejew (18 lat, 65 dni)

#### Kapitanowie
- Najstarszy:  Jörg Stiel (36 lat, 101 dni)
- Najmłodszy  Stilijan Petrow (24 lata, 343 dni)

### Według klubów
| LIczba | Kluby                                                                                         |
| ------ | --------------------------------------------------------------------------------------------- |
| 9      | Bayern Monachium FC Barcelona Juventus Turyn                                                  |
| 8      | AC Milan Arsenal Londyn Benfica Lizbona Chelsea Londyn Inter Mediolan Manchester United       |
| 7      | FC Liverpool FC Porto Lazio Rzym Panathinaikos Ateny PSV Eindhoven Real Madryt Skonto Ryga    |
| 6      | AEK Ateny Ajax Amsterdam AS Roma Borussia Dortmund CSKA Moskwa Lokomotiw Moskwa VfB Stuttgart |
| 5      | Bayer Leverkusen CF Valencia Deportivo La Coruña Werder Brema Zenit Sankt Petersburg          |

## Statystyki trenerów

### Według wieku
- Najstarszy:  Otto Barić (70 lat, 359 dni)
- Najmłodszy:  Rudi Völler (44 lata, 60 dni)

### Według narodowości
| Liczba | Narodowości trenerów |
| ------ | --- |
| 3      | Szwecja |
| 2      | Niemcy |
| 1      | Brazylia · Bułgaria · Chorwacja · Czechy · Dania · Francja · Hiszpania · Holandia · Łotwa · Rosja · Szwajcaria · Włochy |